# Gara Jibou
Gara Jibou este o gară care deservește orașul Jibou, județul Sălaj, România. Situată în partea estică a orașului, la ieșirea spre Dej, gara se află pe magistrala 400, fiind și un nod feroviar la intersecția cu linia 412 (Jibou-Zalău-Sărmășag). În 2016, peste 300 de călători treceau prin gară zilnic. Aici funcționează o revizie de vagoane a CFR Călători și o secție de revizie și reparații locomotive diesel-electrice, diesel-hidraulice și automotoare (SC "CFR SCRL" SA Brașov, Secția Reparați Locomotive Satu Mare).

## Istoric
Ca o consecință a industrializării de la sfârșitul secolului al XIX-lea, în octombrie 1890 este inaugurată calea ferată Dej–Jibou–Zalău, care peste cinci ani este prelungită până la Baia Mare. În același an este construită și gara veche, ca o necesitate a dezvoltării transportului pe calea ferată. După Marea Unire, punându-se accent pe această formă de transport, atât de persoane, cât și de marfă, gara veche nu mai făcea față. Așa ca autoritățile române au dezvoltat un proiect prin care era prevăzută construirea unor stații CFR impunătoare, care să satisfacă cerințele vremii. Gara CFR din Jibou este construită după model german. Construcția a început în 1924 și s-a finalizat peste trei ani.